# Вейдеман, Фридрих
Фридрих Хартвиг Лудольф Вейдеман (нем. Friedrich Hartwig Ludolph Weidemann; 1 января 1871, Ратцебург — 30 января 1919, Вена) — немецко-австрийский оперный певец (баритон).
Учился в Гамбурге у Вильгельма Фильмара и в Берлине у Конрада Мушлера. Дебютировал в 1896 году в Бриге, в 1897 году пел в Эссене, в 1898—1901 гг. в Гамбурге, в 1901—1903 гг. в Риге. В 1903 году по приглашению Густава Малера перешёл в Венскую придворную оперу, солистом которой оставался до конца жизни (сообщение о том, что в 1900 году Вейдеман уже выступал на венской сцене в премьере оперы Александра Цемлинского «Однажды давным-давно…», по всей видимости не соответствует действительности). Гастролировал также в Берлине (1908), Лондоне (1910), Цюрихе (1917).
Среди ключевых партий Вейдемана были, прежде всего, вагнеровские — в частности, Амфортас в первой венской постановке «Парсифаля» (1914); наиболее выдающимися достижениями Вейдемана считались Ганс Сакс в «Нюрнбергских мейстерзингерах» и Вотан в «Кольце нибелунга». В то же время он пел и заглавную партию в «Дон Жуане» Вольфганга Амадея Моцарта, Ореста в «Электре» Рихарда Штрауса и др. В 1905 году исполнил в Вене премьеру вокального цикла Малера «Песни об умерших детях» (дирижировал автор), в 1912 году Бруно Вальтер пригласил Вайдемана для венской премьеры малеровской «Песни о земле», решив попробовать вариант с дуэтом тенора и баритона, но признал этот опыт неудачным.
Сохранился ряд сделанных Вейдеманом в 1904—1909 гг. записей с ариями из опер Вагнера, Джакомо Пуччини, Гаэтано Доницетти, Альберта Лорцинга, Карла Гольдмарка и Фроманталя Галеви.